# تیپلر (کامیونیتی)، ویسکانسین
تیپلر (به انگلیسی: Tipler) یک منطقهٔ مسکونی در ایالات متحده آمریکا است که در شهرستان فلورانس، ویسکانسین واقع شده‌است. تیپلر ۴۶۹٫۰۹ متر بالاتر از سطح دریا واقع شده‌است.